# مقاطعة تسوين وان

موقع مقاطعة تسوين وان في هونغ كونغ.

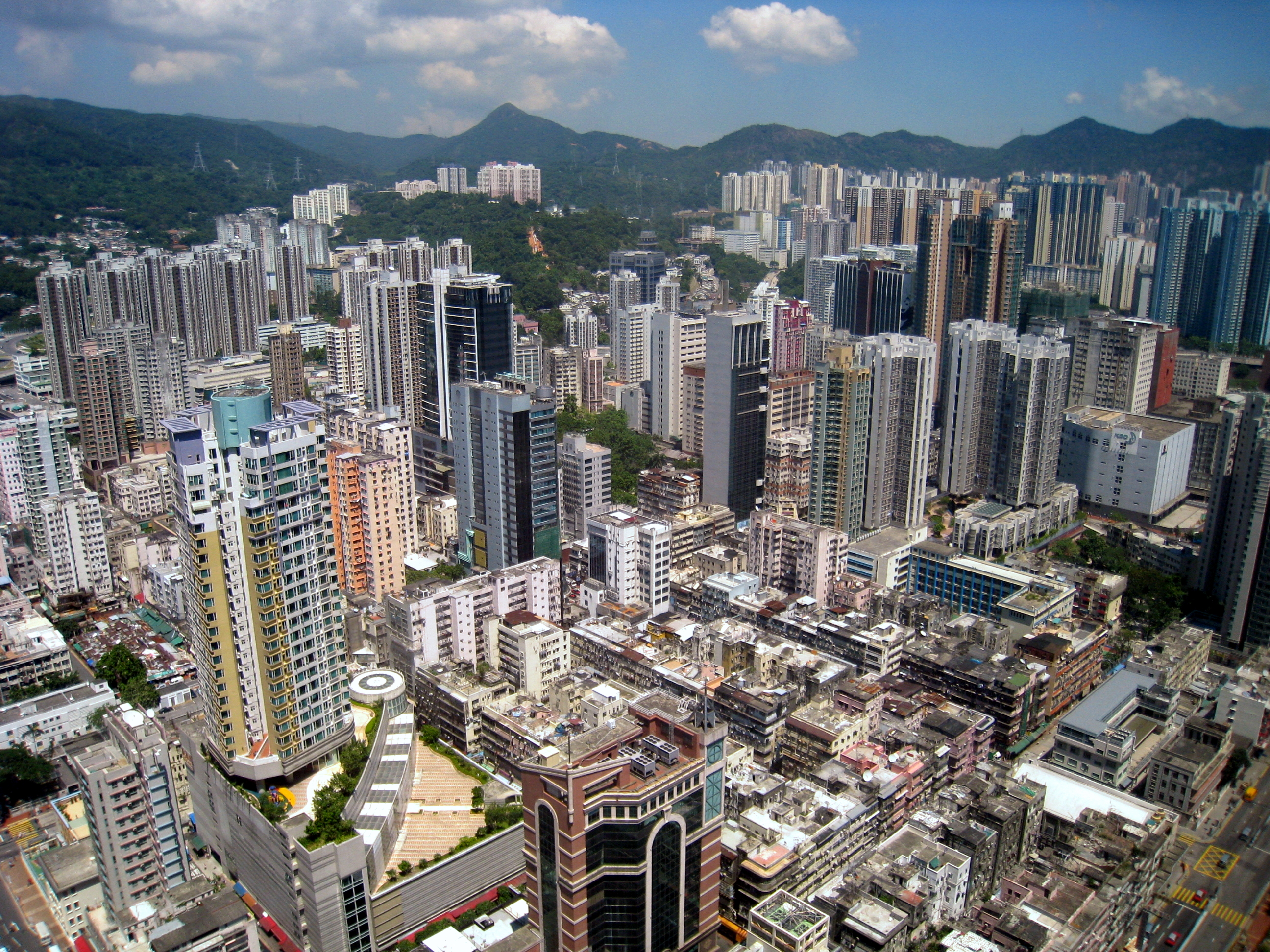
المباني في تسوين وان

مقاطعة تسوين وان (بالصينية: 荃灣區) هي واحدة من 18 منطقة إدارية في هونغ كونغ.وهي موجودة في الأقاليم الجديدة والتي يخدمها خط تسوين وان من شبكة ميترو إم تي آر.بلغ عدد سكانها 290.240 نسمة في عام 2001.وتتمتع المنطقة بأعلى دخل للسكان في الأقاليم الجديدة.

## وصلات خارجية
- مجلس مقاطعة تسوين وان